# جنگ سیاه
جنگ سیاه (به انگلیسی: black war) به دورهٔ جنگ‌های میان امپراتوری بریتانیا و بومیان تاسمانی در آغاز سدهٔ نوزدهم میلادی گفته می‌شود. اگرچه زمان دقیق شروع و پایان آن مشخص نیست اما به‌طور رسمی با دورهٔ تحریمی که با قانون حکومت نظامی دولت مهاجرنشین در سال‌های ۱۸۲۸ تا ۱۸۳۲ وضع کرد شناخته می‌شود.
نام جنگ سیاه را به جنگ‌های دیگری که بعداً میان بومی‌های استرالیا و بریتانیایی‌ها در سرزمین اصلی استرالیا درگرفت نیز اطلاق کرده‌اند.
گزارش‌های باقی‌مانده از جنگ سیاه بیان‌کنندهٔ کشتار گسترده بومیان است. گروه تحقیق دولت بریتانیا در دههٔ ۱۸۳۰ میلادی، اعتبار برخی از این گزارش‌ها را مورد سؤال قرار داد و در سدهٔ بیستم میلادی نیز برخی از تاریخ‌نگاران همچون جی. بی. پلاملی در درستی آن‌ها تردید کرده‌اند.
این جنگ‌ها و نیز بیماری‌های عفونی که سفیدپوستان با خود به جزیره آورده بودند، چنان تاثیری بر مردمان بومی تاسمانی گذاشت که گزارش‌ها از انقراض آن‌ها سخن گفته‌اند.
دسته‌های کوچک باقی‌مانده از جنگ را بهجزیره فلیندرز منتقل کردند که برخی از آنها با نژادهای اروپایی-استرالیایی ترکیب شده و در آنجا به زندگی ادامه دادند. با این حال، زبان‌های تاسمانیایی، دانش زیست‌بوم محلی آنها و فرهنگ اصلی آنها امروزه در تاسمانی از بین رفته‌است و تنها موارد اندکی که از پژوهش‌های باستان‌شناسی و پژوهش‌های اندکی که در سدهٔ نوزدهم از بومیان باقی‌مانده صورت گرفته وجود دارد.